# Paul Vidal de La Blache

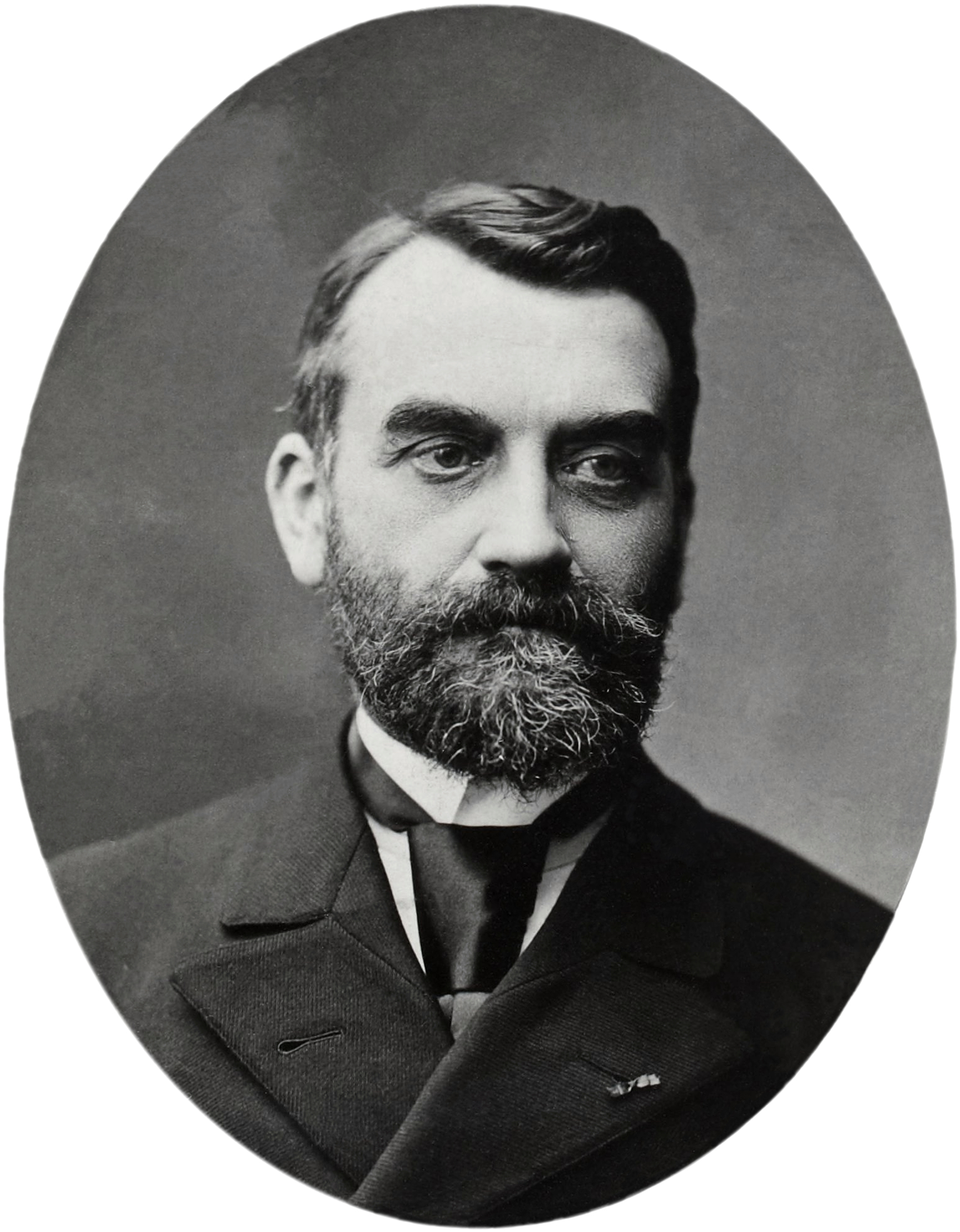
Paul Vidal de La Blache

Paul Vidal de La Blache (Pézenas, l'Hérault, 1845 - Tamaris-sur-mer, Var 1918) was een Frans geograaf.
Vidal de La Blache studeerde geschiedenis en geografie en werd in 1867 benoemd aan de École Française in Athene. Hij reisde intensief in het gebied rond de Middellandse Zee en was onder andere aanwezig bij de opening van het Suezkanaal in 1869. Zijn eerste studies hadden betrekking op de klassieke oudheid.
Na zijn terugkeer in Frankrijk werkte hij eerste korte tijd als leraar in Angers. In 1872 vertrok Vidal de La Blache naar Nancy voor een benoeming aan de letterenfaculteit van de universiteit van Nancy. Hij had grote belangstelling voor de geografische situatie in Elzas en Lotharingen, een actueel thema in het Frankrijk van na de Frans-Duitse Oorlog (1870-71). Zijn grondige regionale kennis van dit gebied resulteerde in 1917 in de publicatie van La France de l’Est. Hij doceerde in Nancy tot 1877 om daarna te gaan doceren aan de École Normale Supérieure in Parijs. In 1891 stichtte hij het tijdschrift Annales de Géographie. In 1898 werd Vidal de La Blache benoemd als hoogleraar aan de Sorbonne. Hij doceerde daar tot zijn dood in 1918.

## Werk en betekenis
De opvattingen van Vidal de La Blache vormden het vertrekpunt voor de ontwikkeling van de regionale geografie op ecologische basis in Frankrijk (zie Ecologische geografie (Frankrijk). Op zijn beurt was Vidal de La Blache weer beïnvloed door de ideeën van Friedrich Ratzel (1844-1904) en Émile Durkheim (1858-1917). Aan Ratzel herinnert het organicistisch perspectief op de relaties tussen mens en omringend milieu en aan Durkheim de grote aandacht voor de organisatie van de bestaanswijze van de menselijke groep. Iedere menselijke groep trachtte zich aan te passen aan de lokale natuurlijke omstandigheden. Geografen dienden zich bezig te houden met de grote verscheidenheid in aanpassingsvormen in de wereld. Daarom ging de aandacht van de geograaf allereerst uit naar de ongelijke spreiding van de bevolking. Hoe konden die grote verschillen worden verklaard? De verscheidenheid in het natuurlijk milieu vormde geen afdoende verklaring. Vidal de La Blache introduceerde daarom twee andere verklaringsbronnen, te weten de sociale factor en de factor mobiliteit. Samengevat kreeg zijn sociale geografie volgens Buttimer een drievoudige structuur:
- de analyse van de dichtheid, de spreiding en de mobiliteit van de bevolking
- de analyse van de manier waarop de menselijke groep de natuurlijke omgeving geschikte maakte als bron voor het bestaan
- de analyse van transport en communicatie

Vidals aandacht ging vooral uit naar de relatie tussen sociale groep en omgeving. Het centrale begrip dat hij daarvoor gebruikte was genre de vie: het geheel aan technieken, tradities, sociale organisatievormen, waarden en normen die nodig zijn voor het verwerven van een bestaan in een bepaald gebied. Hij zette zijn opvattingen over het wezen van een genre de vie uiteen in het artikel ‘Les genres de vie dans la géographie humaine’, gepubliceerd in het door hem in het leven geroepen tijdschrift Annales de Géographie (1911).
In elke regio waren volgens Vidal de La Blache door de eeuwenlange wisselwerking tussen menselijke groep en natuurlijke omgeving unieke genres de vie ontstaan. Het genre de vie van een bevolkingsgroep werd bepaald door ‘habitude’ en ‘harmonie’. Het eerste omvat het geheel van overgedragen gewoonten en gebruiken, het tweede heeft betrekking op de ecologische relatie met de natuurlijke omgeving. Het sociale systeem dat zich in een groep heeft ontwikkeld, kende in de opvattingen van Vidal de La Blache een nauwe relatie met de methoden die waren ontwikkeld voor de bewerking of benutting van de omgeving. Vidal de La Blache had daarom ook een voorliefde voor het historische gegroeide in de samenleving. Het platteland kreeg bij hem meer aandacht dan de stad, immers op het platteland van het begin van de 20e eeuw was de ecologische relatie met de natuurlijke omgeving het meest zichtbaar.
Zijn omvangrijke publicatie ‘Tableau de la géographie de la France’ (1903), geschreven op uitnodiging van de historicus Ernest Lavisse liet duidelijk zien hoezeer de ruimte een constante factor was in de historische ontwikkeling van Frankrijk. De basis voor de regionale beschrijving van de verschillende delen van Frankrijk werd gevormd door de geologische verscheidenheid van het land. De mogelijkheden die de talloze combinaties van bodem, reliëf en klimaat boden, waren door de bewoners in een ontwikkelingsproces van eeuwen aangegrepen om een bepaald type bestaan op te bouwen. Op deze wijze waren de ‘pays’ ontstaan, gebieden met een unieke ruimtelijke organisatie door een specifiek samengaan van sociale groep en omgeving. Niet verwonderlijk dat het eerste deel van de ‘Tableau’ de titel ‘Personnalité géographique de la France’ droeg. De voornaamste opgave voor de geograaf was het blootleggen van de unieke kenmerken van een gebied in een regionale beschrijving.
De ‘tradition vidalienne’ zou tot 1950 haar stempel drukken op de Franse sociale geografie. Franse geografen schonken veel aandacht aan de individualiserende regionale beschrijving, getuige de talloze regionale monografieën die in de periode 1900-1950 zijn verschenen. Ook de geschiedschrijving van de Annales is duidelijk beïnvloed door Vidal de La Blache: Marc Bloch was zijn leerling geweest aan de École Normale Supérieure.
‘La France de l’Est’ (1917) kan worden beschouwd als het laatste werk van Vidal de La Blache, al verschenen er na zijn overlijden nog een aantal, door anderen op basis van zijn aantekeningen geredigeerde, werken. In dit boek over Elzas en Lotharingen verdedigde Vidal de La Blache de opvatting dat de Rijn de meest voor de hand liggende oostgrens voor Frankrijk was. Zijn overlijden in 1918 verhinderde dat hij de terugkeer van Elzas en Lotharingen in de Franse Republiek kon meemaken.

## Selectie uit zijn wetenschappelijk werk
- Atlas Général: historique et géographique, Armand Colin, Paris, 1894
- 'La géographie politique à propos des écrits de M. F. Ratzel', Annales de Géographie, 7 (1898), 97-111
- 'Les conditions géographiques des faits sociaux', Annales de Géographie, 11 (1902), 13-23
- Tableau de la géographie de la France, Hachette, Paris, 1903 (deel 1 van Ernest Lavisse, Histoire de France)
- 'Les genres de vie dans la géographie humaine', Annales de Géographie, 20 (1911), 193-212 en 289-304
- 'Les caractères distinctifs de la géographie', Annales de Géographie, 22 (1913), 289-299
- 'Les grandes agglomérations humaines', Annales de Géographie, 26 (1917), 401-422 en 27 (1918), 91-101
- La France de l’Est, Armand Colin, Paris, 1917
- Principes de géographie humaine, Armand Colin, Paris, 1922 (ook vertaald als Principles of Human geography, E. de Martonne (ed.), Holt, New York, 1922)